# Maternus-Kliniken
Die Maternus-Kliniken AG mit Sitz in Berlin ist ein börsennotierter Betreiber von Seniorenwohn- und Pflegeeinrichtungen sowie Rehabilitationskliniken. Es gehören 18 Seniorenzentren und 2 Rehabilitationskliniken zur Gesellschaft. 

## Geschichte
Die Ursprünge des Unternehmens reichen bis ins Jahr 1877 nach Düsseldorf zurück, wo die ersten Kliniken gebaut wurden. Die Maternus-Kliniken AG entstand durch eine Neufirmierung im Jahr 1996 mit anschließendem Börsengang. 1997 übernahm die WCM 48 Prozent der Anteile. Mit der Insolvenz der WCM gehören die Maternus-Kliniken seit 2007 der Cura Unternehmensgruppe: Cura besitzt 81,7 Prozent der Aktien; die restlichen 18,3 Prozent sind weiterhin im Streubesitz.